# Chiropterotriton infernalis
La salamandra del sistema de purificación (Chiropterotriton infernalis) es una especie de salamandra perteneciente a la familia Plethodontidae. 

## Clasificación y descripción
Fue asignado a Chiropterotriton con base a la presencia de pliegues sublinguales, pies extensamente palmeados, cola larga y análisis de datos de secuencia de mtDNA. Se distingue de todas las demás especies del género excepto C. magnipes y C. mosaueri por el tamaño relativo de los pies, se diferencia de C. magnipes por una cinta en el pie menos extensa, menos dientes premaxilares/maxilares y vomerinos además de poseer una coloración más oscura. Difiere de C. mosaueri al tener una cola relativamente más corta en los machos y de C. multidentatus al tener una cola relativamente más larga. Además, difiere de C. arboreus, C. chiropterus, C. chondrostega, C. cracens, C. dimidiatus, C. lavae, C. miquihuanus, C. multidentatus, C. orculus, C. priscus y C. terrestris por tener más extensas correas de pie. Se diferencia de C. miquihuanus porque sus narinas externas son mucho más pequeñas, y de C. lavae por tener más dientes vomerinos. Otras diferencias que posee en comparación a C. chondrostega, C. cracens y C. dimidiatus son el mayor tamaño. Tiene más dientes premaxilares-maxilares en machos que C. chiropterus y más para ambos sexos que C. miquihuanus.

## Distribución
Aunque la serie tipo y todos los especímenes referidos son de Tamaulipas, la localidad tipo está a menos de 2 km de la frontera con Nuevo León, y la especie casi ocurre en ese estado también.

## Hábitat
Todos los especímenes de esta especie han sido encontrados en cuev
as del Sistema Purificación, el sistema de cuevas más grande en México. Los dos especímenes de los cuales se posee datos de colecta fueron colectados dentro de las cuevas muy cerca de la entrada. El hábitat alrededor de las cuevas es un ecotono de pinos, encinos y liquidámbar con afloramientos de roca madre que contienen pequeñas cuevas o grietas. El Sistema purificación permanece relativamente pobremente explorado para salamandras, y la especie indudablemente ocurre en muchas cuevas en la región de la localidad tipo.

## Estado de conservación
C. infernalis no habita en ningún área protegida, pero hay muy pocos asentamientos cerca de las localidades conocidas en Tamaulipas, y la especie ocurre en cuevas, posiblemente protegiéndola del cambio climático global. Proteger las pocas cuevas en donde la especie es conocida que ocurre favorecerá en asegurar su supervivencia a largo plazo.